# Giovanni di Filippo del Campo

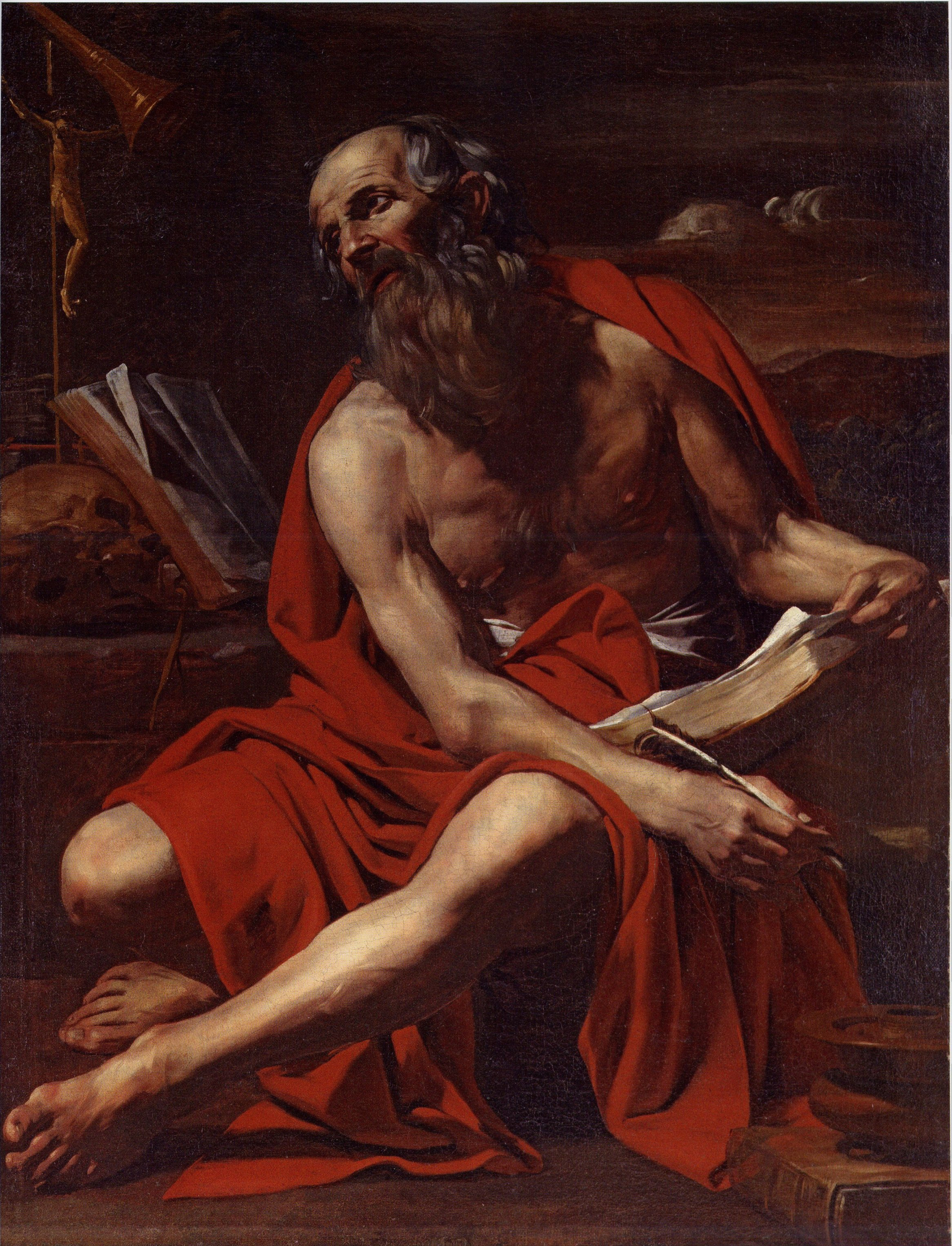
De heilige Hieronymus, toegeschreven aan Giovanni di Filippo del Campo

Giovanni di Filippo del Campo (ook Jean Ducamps, John Philip llamado del Campo, Jean Asol, Jean Duchamp of Giovanni del Campo, bijnaam Braef, Braeff of Brave) (Cambrai, rond 1600 -  Madrid, na 1638), was een Zuid Nederlands kunstschilder uit de baroktijd die een groot deel van zijn carrière in Italië actief was en vooral bekendheid genoot voor zijn altaarstukken en portretten.

## Levensloop
Hij was een leerling van Abraham Janssens in Antwerpen.  De leertijd liep van 1615 tot 1620.  Hij reisde daarna naar Rome, waar hij zich vestigde.  Er bestaan verschillende opinies over de duur van zijn verblijf in Rome; de volgende data zijn voorgesteld: vanaf 1622 tot 1641, vanaf 1626 tot 1638 en vanaf 1622 tot 1637 (ook wel eind 1636).  Hij was in Rome actief betrokken bij de oprichting van de Bentvueghels, een vereniging van voornamelijk Nederlandse en Vlaamse kunstenaars werkzaam in Rome.  Hij nam de bijnaam (de zogenaamde bentnaam) ‘Braef’, ‘Braeff’ of ‘Brave’ in de vereniging. Hij was woordvoerder en pleitbezorger van de Bentvueghels bij allerlei gelegenheden, onenigheden, disputen en instanties.  Zo trad hij onder meer op in een geschil met de Sint-Lucas Academie, de plaatselijke vereniging van kunstenaars in Rome, die het recht had om te bepalen wie zich in Rome een kunstenaar mocht noemen. Hij deelde in de Via Margutta een woning met Pieter van Laer (wiens leermeester hij misschien was) en Gerard van Kuyl.
Volgens zijn eerste biograaf Joachim von Sandrart dwongen financiële redenen hem er toe Rome te verlaten en in het gezelschap van de markies Castel Rodrigo, ambassadeur van Filips IV, naar Madrid te trekken.  Hij zou er opdrachten van de Spaanse koning Filips IV ontvangen hebben en ook gewerkt hebben voor Vlamingen die zich in Madrid hadden gevestigd zoals de Graaf van Aarschot.

## Werk
Tijdens zijn verblijf in Rome schilderde hij in de stijl van Caravaggio en blonk hij uit in religieuze thema's, historiestukken en landschappen.  Hij schilderde ook genrestukken en allegorieën. Hoewel er geen gesigneerde werken van hem bekend zijn, is een identificatie voorgesteld met de zogenaamde Meester van het Ongeloof van St. Thomas, een anonieme caravaggist in Rome in de periode 1620-1640.  Deze schilder was verantwoordelijk voor verscheidene werken gegroepeerd rond een doek met dit onderwerp die bewaard worden in het Palazzo Valentini in Rome en die stilistische verwantschap vertonen met de caravaggisten Cecco da Caravaggio en Nicolas Tournier.
Het is mogelijk dat hij ook geïdentificeerd moet worden met de Juan del Campo die in Madrid samenwerkte met Gaspar van Eyck en de menselijke figuren in diens havengezichten schilderde.
- Biografisch Portaal: 10326185
- RKD-Nederlands Instituut voor Kunstgeschiedenis: 15052
- Union List of Artist Names: 500031640
- Virtual International Authority File: 95876582